# Гаюин
Гаюи́н (гаюни́т)(от фр. Haüyne или упрощённо фр. Hauyne, от имени собственного), реже каллаи́т, ранее также известный как азу́рный шпат:571 — редкий вулканический сульфатный минерал, каркасный алюмосиликат натрия и кальция с сульфат-ионом (большим содержанием серы),:144 идеальная расчётная формула (Na,Ca)4-8Al6Si6(O,S)24(SO4,Cl)1-2. В составе также может присутствовать до 5% K2O, а также H2O и Cl. Гаюин относится к фельдшпатоидам (группа содалита), также по составу и генезису близок к лазуриту.

## История
Впервые гаюин был установлен и описан в 1803 году К.Дж.Гисмонди в области Лацио (Италия) и назван лациолитом (по месту обнаружения). Затем был ещё раз описан и установлен в 1807 Т.К.Брууном де Неергаардом по образцам, обнаруженным в везувианских лавах в Монте-Сомма (также Италия), получив своё современное название в честь французского кристаллографа Рене Жюста Гаюи (1743–1822). Несмотря на относительную редкость минерала и ещё более редкие находки качественных образцов, иногда гаюин используется как поделочный или даже (в случаях высокого качества сырья) драгоценный камень, особенно, при насыщенной синей окраске и при отсутствии видимых дефектов, ухудшающих декоративные свойства камня.

К таким же редким минералам относится и гаюин, кубической сингонии, идеальная формула его такая: 3NaAlSiO4хCaSO4. Оптически он отличается от минералов содалитовой группы тем, что имеет наибольший коэффициент преломления 1,495-1,504. Из всех минералов этой группы гаюин бывает наиболее густо окрашен, давая иногда в шлифе ясный голубой цвет. Встречается он исключительно в эффузивных породах.:49— Владимир Лодочников, «Главнейшие породообразующие минералы» (1933)

## Свойства
Удельный вес — 2.4—2.5. Классификация минерала — 09.FB.10. Состав: Na2О — 16,6; CaO — 10; Al2О3 — 27,8; SO3 −14,2; SiO2 — 32.
Цвет гаюина преимущественно голубой и синий, иногда с зеленоватым оттенком, но встречается белый, серый, жёлто-красный. Образуется в щелочных изверженных породах. Наиболее красивый светло-синий гаюин возникает главным образом в молодых излившихся породах. Огранённый гаюин очень редок и дорог.
Невзирая на свой внешний вид, гаюин относится к числу фельдшпатоидов (соеди которых также лейцит, нефелин и содалит) по химическому составу он близок к полевым шпатам и играет почти ту же роль (хотя и гораздо меньшую) в породообразовании; горные породы, в которых он содержится, менее распространены, а в кристаллических сланцах фельдшпатоиды никогда не встречаются.:50-51

## Распространение
Встречается в изверженных породах: фонолитах, тефритах, гаюнофирах, нефелиновых сиенитах и иных породах, недосыщенных кремнезёмом. Широко представлен в лаве Везувия. Месторождения гаюина известны в горах Албани (Италия), близ Лаахского озера, и в трахибазальтах Нидермендига (Германия). Голубые ювелирные гаюины известны в массивах Эйфель на западе Германии.